# Fiduziarität
Fiduziarität (lat. fiducia „Vertrauen“, „Selbstvertrauen“, „Unterpfand“; fiduciarius „auf Treu und Glauben anvertraut“) bezeichnet treuhänderisches Eigentum an einer Sache sowie die treuhänderische Inhaberschaft einer Forderung oder eines anderen Rechts. Dies bedeutet, dass ein treuhänderisch übertragener Gegenstand später an einen anderen herausgegeben werden muss. Ein fiduziarischer Erbe ist beispielsweise ein einstweiliger Vermächtnisnehmer oder Nießbrauchserbe, der das Ererbte an den Fideikommissar abzugeben hat. 

## Sachenrecht
Unter einer fiduziarischen Sicherheit versteht man im Kreditgewerbe im Unterschied zu den akzessorischen Sicherheiten eine nicht-akzessorische Sicherheit, die nicht vom Bestehen einer Forderung oder einer Verbindlichkeit abhängig ist, deren Verwertung jedoch nur bei Verzug des Schuldners erfolgen darf. Solche Sicherungsrechte sind das Vorbehaltseigentum, das Sicherungseigentum, die zur Sicherung erlangte Forderung (Sicherungszession) und die Grundschuld. Nicht-akzessorische Sicherheiten bleiben bestehen, auch wenn die ursprüngliche Forderung getilgt wurde, und können somit als Sicherheiten für neue Verbindlichkeiten herangezogen werden. Für welche Forderungen die Sicherheit dienen kann, ergibt sich aus einer schuldrechtlichen Sicherungsabrede.

## Belege
1. ↑   Kreditsicherheiten (Memento vom 4. März 2016 im Internet Archive). Im Original veröffentlicht in: Finanzmanagement/Finanzwirtschaft. Online-Lehrbuch, Kapitel 2: Marktprozesse.